# تراجيديا شكسبيرية
بدأ شكسبير في كتابة التراجيديات منذ بدايه مشواره. وتعد مسرحية تيتوس أندرونيكوس واحدة من أقدم تراجيدياته الرومانية، والتي تبعها بعد عدة أعوام بروميو وجولييت. غير أن أكثر التراجيديات التي كتبها شعبية، هي تلك التي كتبت في فترة السبع أعوام ما بين 1601 و 1608، ومنها مسرحياته الأربعة الأكثر شهرة: هاملت، وعطيل، والملك لير، وماكبث. ومن مسرحيات تلك الفترة أيضا: أنطونيو وكليوباترا، وكوريولانوس، ومنها مسرحيات أقل شهرة مثل: تيمون الأثيني، وتروليوس وكريسيدا.

## البناء الدرامي
ربط العديد من النقاد أعمال شكسبير التراجيدية بنظرية أرسطو للبناء الدرامي للتراجيديا. حيث تنص تلك النظرية على أن شخصية البطل التراجيدي لابد وأن تكون شبه كاملة، حتى أن البعض وصفه بـ(شبه الإله)، إلا أن علة بها تدفعها لارتكاب الخطأ المأساوي الذي يقودها لنهايتها الحتمية. تلك العلة لا تمنع المشاهد من الإعجاب بتلك الشخصية والتعاطف معها. ومن هذا المنظور، نجد أن كل أبطال تراجيديات شكسبير تملك القدرة الكاملة على ارتكاب الخير أو الشر. ويتعمد شكسبير اكساب شخصياته الإرادة الحرة وما لها من سيادة في اتخاذ القرار. ففي حين يستطيع البطل غير التقليدي انقاذ ذاته من السقطة الترجيدية، يتجه بطل أرسطو، حسب رغبة المؤلف، في ثبات، نحو قدره المحتوم.

## التراجيديات العاطفية
تعتبر مسرحيات مثل روميو وجولييت، وأنطونيو وكليوباترا، وعطيلو «هناجى»[بحاجة لمصدر] من التراجيديات العاطفية. وتتميز هذه بجعل العالم من حول البطل الرئيسي عنصرا اضافيا في صناعة مأساته، حيث يمنعه مجتمعه، أو عرقه، أو لونه من تحقيق عاطفته، ويصبح عائقا أمامه. وفي هذا النوع من التراجيديات، يأتي الموت خلاصا للبطل، حيث لا يستطيع الحب أن يعيش في المناخ المأساوي.